# Arrest Goudse bouwmeester
Goudse bouwmeester (HR 12 maart 1926, ECLI:NL:HR:1926:AG1802) is de roepnaam van een op 12 maart 1926 door de Nederlandse Hoge Raad gewezen arrest, waarin werd geoordeeld dat ook een dringende morele verplichting een natuurlijke verbintenis kan opleveren.

## Feiten en procesverloop
De feiten die aanleiding gaven tot het arrest waren als volgt. De gemeente Gouda heeft aan een aannemer te Zwijndrecht de bouw van een 104-tal woningen gegund. Wanneer het college van Burgemeester en Wethouders erachter komt dat de aannemer hiervoor een bedrag van 35.000 gulden aan steekpenningen heeft betaald aan stadsbouwmeester K., besluit K. het bedrag in de gemeentekas te storten in de hoop het gemeentebestuur – dat overweegt hem te ontslaan – gunstig te stemmen. Als het college toch besluit tot oneervol ontslag, vordert K. het gestorte bedrag terug met een beroep op onverschuldigde betaling (artikel 1395, tweede lid, van het Burgerlijk Wetboek (oud)).
De gemeente – in deze zaak vertegenwoordigd door burgemeester U.J. Mijs – weigert de 35.000 gulden terug te betalen, waarop K. naar de rechter stapt. Bij vonnis van 28 januari 1924 wijst de arrondissementsrechtbank Rotterdam zijn vordering af. Dit vonnis wordt bij arrest van 6 maart 1925 door het gerechtshof 's-Gravenhage bekrachtigd. K. stelt beroep in cassatie in bij de Hoge Raad.

## Beoordeling door de Hoge Raad
Een natuurlijke verbintenis is een verbintenis die niet in rechte afdwingbaar is, maar die – nadat zij vrijwillig is nagekomen – niet als onverschuldigde betaling kan worden teruggevorderd. Ten tijde van het geschil bestonden hieromtrent twee leren: een ruime leer, en een enge leer. Volgens de enge leer waren alleen die verbintenissen waaraan de wet afdwingbaarheid onthoudt natuurlijke verbintenissen. Volgens de ruime leer konden echter ook bepaalde morele verplichtingen een natuurlijke verbintenis in het leven roepen.
Het hof had geoordeeld dat de bouwmeester het geld had gestort "als het ware uit een gevoel van berouw, fatsoen of iets dergelijks", en dat hij "dus door die storting vrijwillig heeft willen voldoen aan eene natuurlijke verbintenis". De Hoge Raad volgt het hof in dit oordeel. Hij overweegt daartoe:
dat het Hof kennelijk heeft aangenomen, dat K., die zich bewust was niet geheel overeenkomstig zijn eer en plicht als gemeente-bouwmeester te hebben gehandeld door in strijd met de voor hem geldende Instructie de bewuste f 35.000 van den aannemer Bergeijk te bedingen en te ontvangen, deze f 35.000 aan de gemeente Gouda afstond, omdat hij zich daartoe zedelijk tegenover die gemeente gebonden achtte;
dat dan echter het Hof terecht heeft geoordeeld dat art. 1395, lid 2, B. W. zich verzet tegen den door K. ingestelden eisch tot teruggave;
dat immers op grond van de geschiedenis van genoemde, aan art. 1235, lid 2, van den Code Civil ontleende wetsbepaling moet worden aangenomen, dat daarbij niet alleen gedacht is aan gevallen, waarin naar de positieve rechtsregeling eene schuld aanwezig is, doch het recht tot vorderen, hetzij van den aanvang af heeft ontbroken, hetzij door later ingetreden omstandigheden is komen te vervallen, maar mede aan gevallen, waarin de betrokkene voldoet aan eene verplichting jegens een ander, welke slechts berust op de voorschriften van de moraal of het fatsoen;

dat derhalve het aangevoerde middel niet tot cassatie kan leiden;
De Hoge Raad aanvaardt aldus de ruime leer en verwerpt het cassatieberoep.

## Relevantie
Het belang van het arrest is gelegen in het oordeel van de Hoge Raad dat ook een dringende morele verplichting een natuurlijke verbintenis kan doen ontstaan. Het arrest is later gecodificeerd in artikel 3 van Boek 6 van het Burgerlijk Wetboek, welk artikel luidt:

1. Een natuurlijke verbintenis is een rechtens niet- afdwingbare verbintenis.
2. Een natuurlijke verbintenis bestaat: 
a. wanneer de wet of een rechtshandeling aan een verbintenis de afdwingbaarheid onthoudt;
b. wanneer iemand jegens een ander een dringende morele verplichting heeft van zodanige aard dat naleving daarvan, ofschoon rechtens niet afdwingbaar, naar maatschappelijke opvattingen als voldoening van een aan die ander toekomende prestatie moet worden aangemerkt.